# Engenharia

A Catedral Metropolitana de Brasília e os palácios da capital federal, projetados pelo engenheiro Joaquim Cardozo com bases delgadas que apenas tocam o chão, são as principais conquistas da engenharia estrutural brasileira.

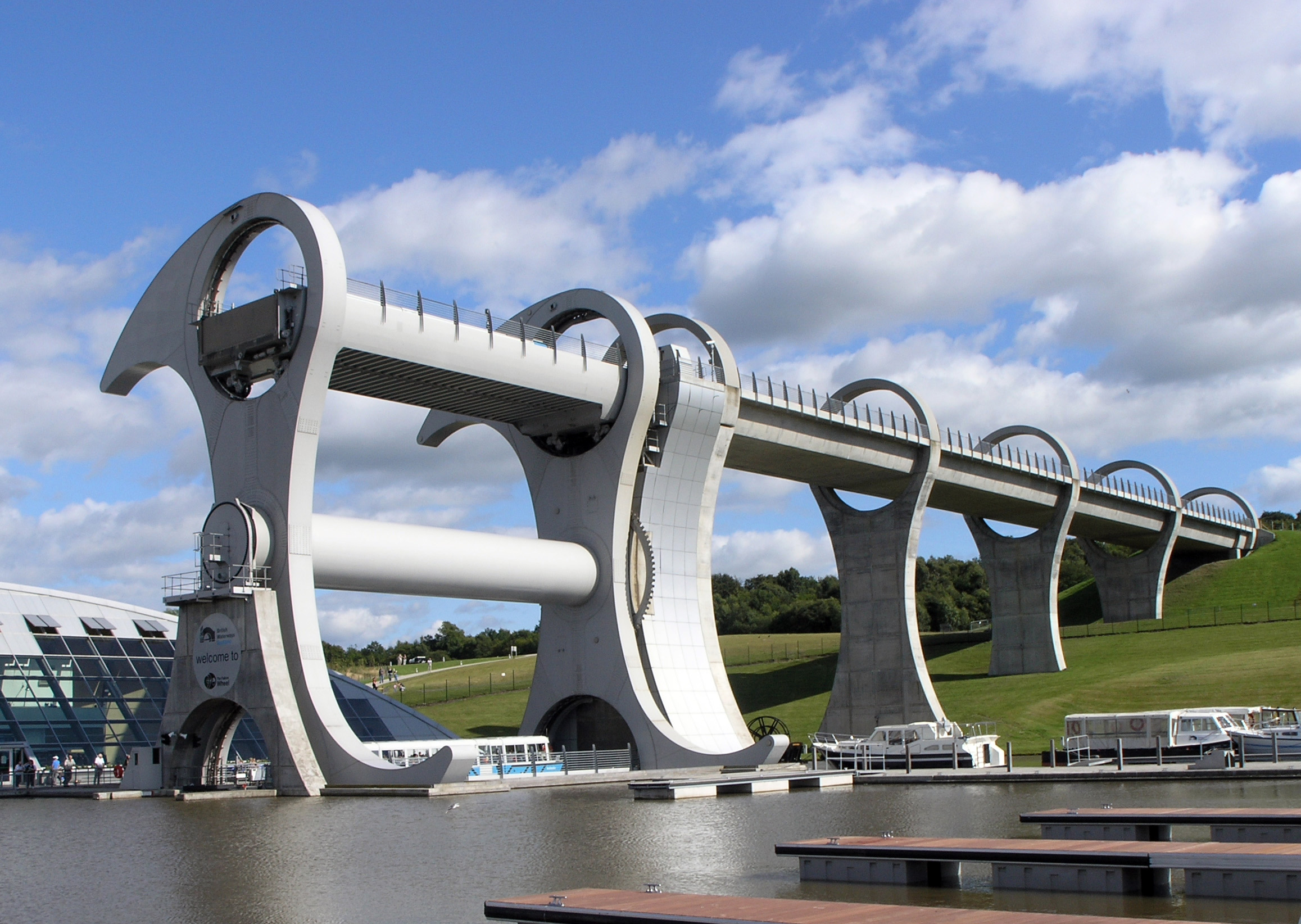
A Falkirk Wheel, um exemplo da aplicação de várias técnicas e ciências da engenharia.

Engenharia é a aplicação do conhecimento científico, econômico, social e prático, com o intuito de planejar, desenhar, construir, manter e melhorar estruturas, máquinas, aparelhos, sistemas, materiais e processos. O profissional de engenharia aplica os conhecimentos matemáticos e técnicos para a criação, aperfeiçoamento e implementação de utilidades que realizam uma função ou objetivo específico.
Nos processos de criação, aperfeiçoamento e complementação, a engenharia conjuga os vários conhecimentos especializados no sentido de viabilizar as utilidades, tendo em conta a sociedade, a técnica, a economia e o meio ambiente.
A engenharia é uma área bastante abrangente que engloba uma série de ramos mais especializados, cada qual com uma ênfase mais específica em determinados campos de aplicação e em determinados tipos de tecnologia.

## O profissional da engenharia

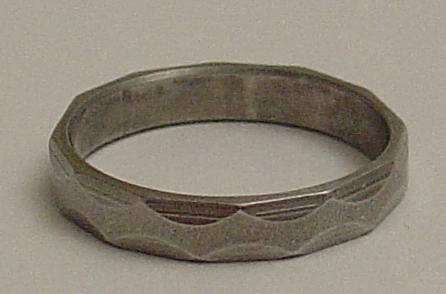
O anel de ferro, símbolo dos engenheiros no Canadá.

O engenheiro é o profissional que exerce a prática de engenharia. Em muitos países, o exercício da profissão de engenheiro obriga, para além da habilitação com um curso superior de engenharia, a uma licença ou certificação profissional atribuída pelo estado, por uma associação profissional, ordem ou instituição de engenheiros ou por um outro tipo de órgão de regulamentação profissional. Conforme o país, aos profissionais devidamente certificados ou licenciados está reservado o uso exclusivo do título profissional de "engenheiro" ou estão reservados outros títulos formais como "engenheiro profissional", "engenheiro encartado", "engenheiro incorporado", "engenheiro diplomado" ou "Engenheiro Europeu".
Normalmente, a lei restringe a prática de determinados atos de engenharia aos profissionais certificados e habilitados para tal, ainda que a prática dos restantes não esteja sujeita a essa restrição.
Para além da certificação como engenheiro propriamente dito, em alguns países existe a certificação como técnico de engenharia ou engenheiro técnico, associada aos profissionais com uma habilitação correspondente a um curso superior de 1º ciclo na área da engenharia.

## História

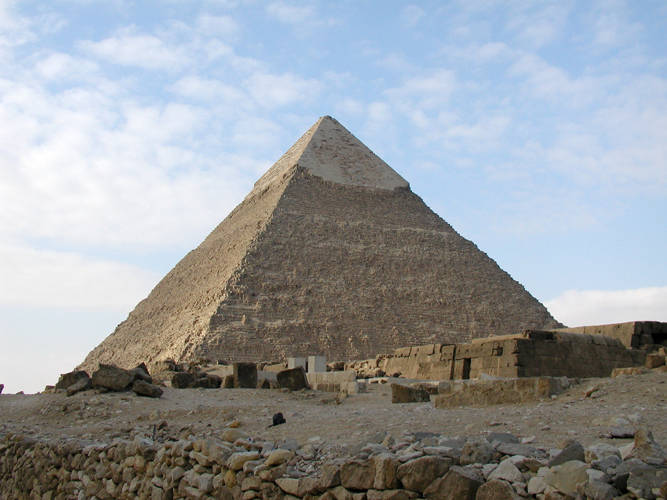
Pirâmide egípcia de Quéfren.

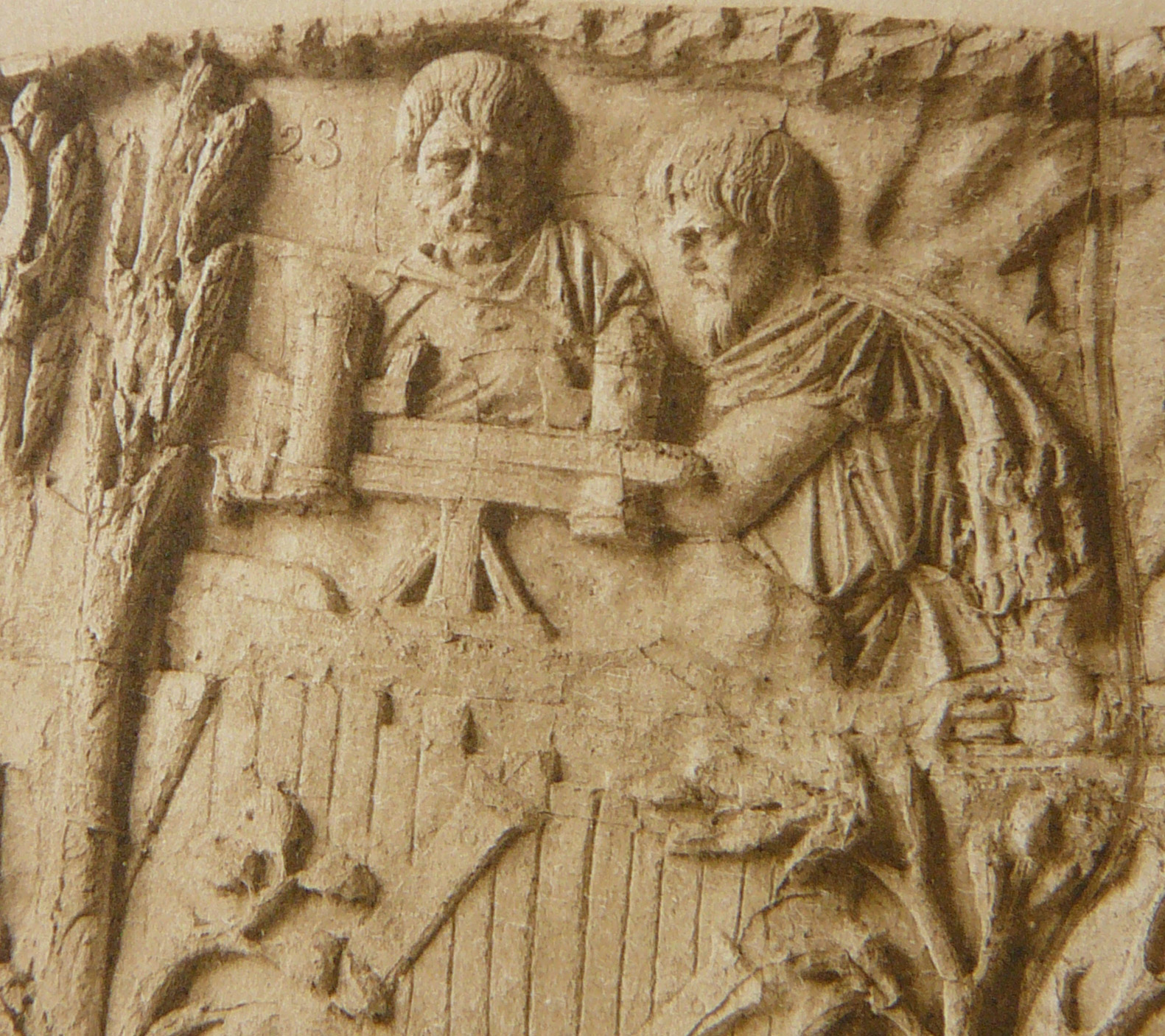
Balista, um engenho de guerra romano.

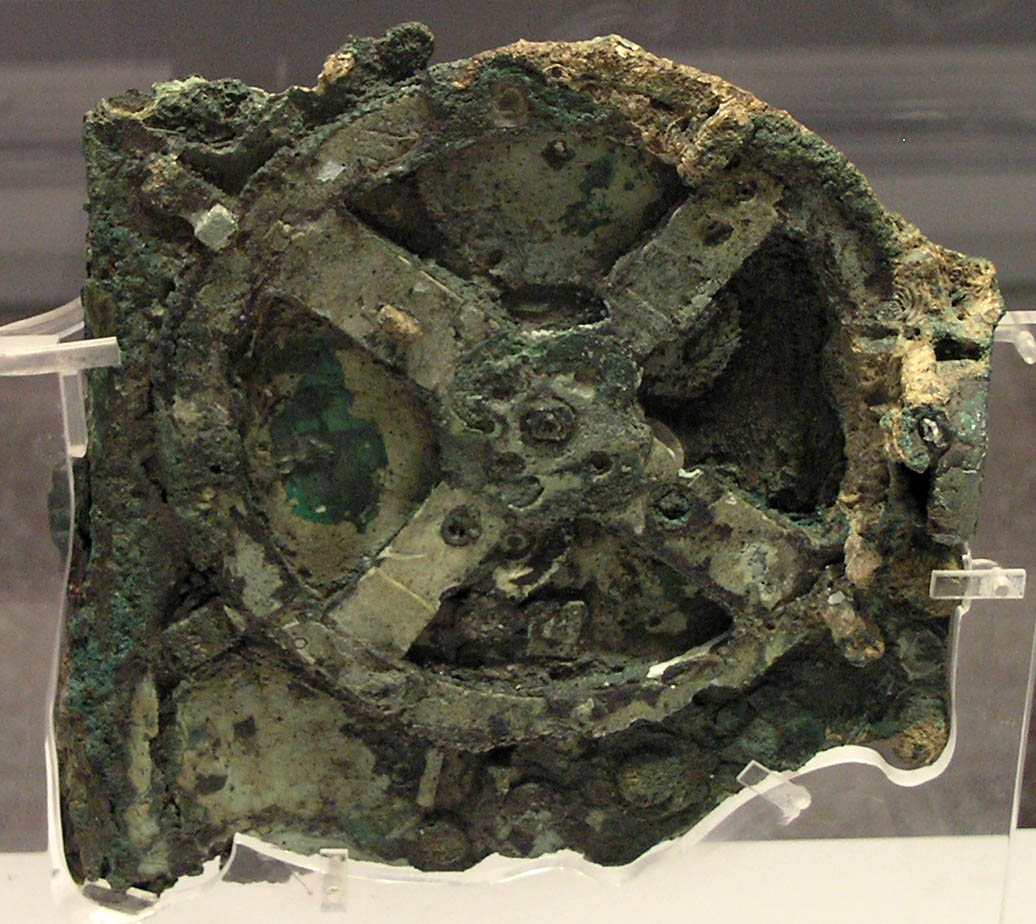
Máquina de Anticítera, o primeiro computador mecânico.

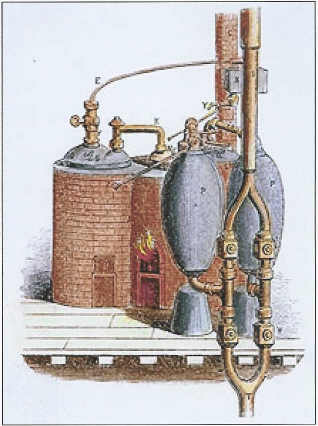
Máquina a vapor de Thomas Savery.

O conceito de engenharia existe desde a antiguidade, a partir do momento em que o ser humano desenvolveu invenções fundamentais como a roda, a polia e a alavanca. Cada uma destas invenções é consistente com a moderna definição de engenharia, explorando princípios básicos da mecânica para desenvolver ferramentas e objetos utilitários.
O termo "engenharia" em si tem uma etimologia muito mais recente, derivando da palavra "engenheiro", que apareceu na língua portuguesa no início do século XVI e que se referia a alguém que construía ou operava um engenho. Naquela época, o termo "engenho" referia-se apenas a uma máquina de guerra como uma catapulta ou uma torre de assalto. A palavra "engenho", em si, tem uma origem ainda mais antiga, vindo do latim "ingenium" que significa "gênio" ou seja uma qualidade natural, especialmente mental, portanto uma invenção inteligente.
Mais tarde, à medida que o projeto de estruturas civis como pontes e edifícios amadureceu como uma especialidade técnica autónoma, entrou no léxico o termo "engenharia civil" como forma de distinção entre a atividade de construção daqueles projetos não militares e a mais antiga especialidade da engenharia militar. Hoje em dia, os significados originais dos termos "engenharia" e "engenharia civil" estão já largamente obsoletos, mas ainda são usados como tal em alguns países ou dentro do contexto de algumas forças armadas.

### Antiguidade
O Farol de Alexandria, as Pirâmides do Egipto, os Jardins Suspensos da Babilónia, a Acrópole de Atenas, o Parténon, os antigos aquedutos romanos, a Via Ápia, o Coliseu de Roma, Teotihuacán e as cidades e pirâmides dos antigos Maias, Incas e Astecas, a Grande Muralha da China, entre muitas outras obras, mantêm-se como um testamento do engenho e habilidade dos antigos engenheiros militares e civis.
O primeiro engenheiro civil conhecido pelo nome foi Imhotep. Como um dos funcionários do faraó Djoser, Imhotep provavelmente projetou e supervisionou a construção da Pirâmide de Djoser, uma pirâmide de degraus em Sacará, por volta de 2630 a.C.-2611 a.C.. Este poderá também ter sido o responsável pelo primeiro uso da coluna na arquitetura.
Os antigos gregos desenvolveram máquinas tanto no domínio civil como no militar. A Máquina de Anticítera (o primeiro computador mecânico conhecido) e as invenções mecânicas de Arquimedes são exemplos da primitiva engenharia mecânica. Estas invenções requereram um conhecimento sofisticado de engrenagens diferenciais e planetárias, dois princípios-chave na teoria das máquinas que ajudou a projetar as embreagens empregues na Revolução Industrial e que ainda são amplamente utilizadas na atualidade, em diversos campos como a robótica e a engenharia automobilística.

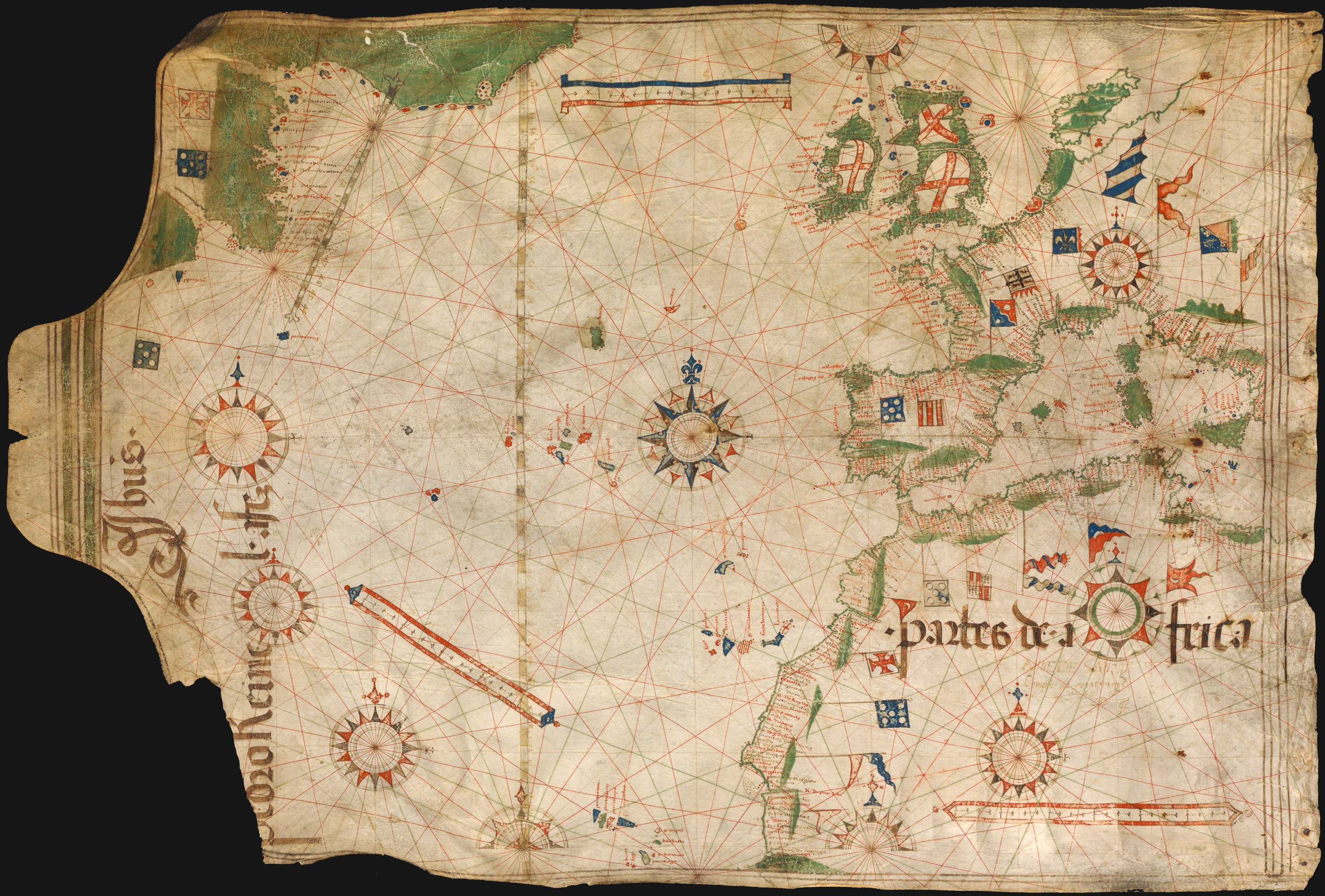
Carta Náutica do Cartografo Português Pedro Reinel utilizadas nas viagens com as Caravelas no período do descobrimento do Brasil.

Os exércitos chineses, gregos e romanos empregaram máquinas e invenções complexas como a artilharia que foi desenvolvida pelos gregos por volta do século IV a.C.. Estes desenvolveram a trirreme, a balista e a catapulta. Na Idade Média, foi desenvolvido o trabuco.

### Renascimento
Nos séculos XV e XVI, a engenharia naval emerge em Portugal. Os novos tipos de navios então desenvolvidos, como a caravela, a nau redonda e o galeão, irão ser fundamentais nos grandes descobrimentos marítimos.
William Gilbert é considerado o primeiro engenheiro eletrotécnico, devido à publicação da obra De Magnete em 1600, o qual foi o criador do termo "eletricidade".
A primeira máquina a vapor foi construída em 1698 por Thomas Savery, que assim é considerado o primeiro engenheiro mecânico moderno. O desenvolvimento deste aparelho deu origem à Revolução Industrial nas décadas seguintes, permitindo o início da produção em massa.
Com a ascensão da engenharia como profissão, durante o século XVIII, o termo tornou-se mais estritamente empregue para designar as atividades para cujos fins eram aplicadas a matemática e a ciência. Além disso, além das engenharias militar e civil, também foram incorporadas na engenharia o que antes eram conhecidas como "artes mecânicas".

### Era moderna
A engenharia elétrica pode traçar as suas origens às experiências de Alexandre Volta em 1800, às experiências de Michael Faraday, Georg Ohm e outros, bem como à invenção do motor elétrico em 1872. O trabalho de James Maxwell e de Heinrich Hertz no final do século XIX deu origem à eletrónica.
As invenções de Thomas Savery e de James Watt deram origem à moderna engenharia mecânica. O desenvolvimento de máquinas especializadas e de ferramentas para a sua manutenção durante a Revolução Industrial levaram ao crescimento acentuado da engenharia mecânica.
A engenharia química tal como a engenharia mecânica, desenvolveu-se no século XIX, durante a Revolução Industrial. A produção à escala industrial precisava de novos materiais e de novos processos. Por volta de 1880, a necessidade da produção em larga escala de químicos era tanta que foi criada uma nova indústria, dedicada ao desenvolvimento e fabricação em massa de produtos químicos em novas fábricas. A função do engenheiro químico era a de projetar essas novas fábricas e processos.
A engenharia aeronáutica lida com o projeto de aeronaves. Nos tempos modernos, começou-se também a designá-la como "engenharia aeroespacial", dando ênfase à expansão daquele campo da engenharia que passou também lidar com o projeto de veículos espaciais. As suas origens podem ser traçadas até aos pioneiros da aviação da viragem do século XIX para o século XX. Os conhecimentos primitivos de engenharia aeronáutica eram largamente empíricos, com alguns conceitos e perícias a serem importados de outros ramos da engenharia. A partir dos experimentos muito bem sucedidos realizados por Alberto Santos Dumont no inicio do Século XX, como o primeiro voo com balão dirigível com motor a gasolina realizado em 1901, o primeiro no mundo a descolar a bordo de um avião impulsionado por um motor a gasolina em 23 de outubro de 1906, voando cerca de 60 metros a uma altura de dois a três metros com o Oiseau de Proie' (francês para "ave de rapina"), no Campo de Bagatelle, em Paris e apenas alguns anos depois dos bem sucedidos voos dos irmãos Wright, a década de 1920 viu um desenvolvimento intensivo da engenharia aeronáutica, através do desenvolvimento de aviões militares da época da Primeira Guerra Mundial. Entretanto, as pesquisas, para fornecer bases científicas fundamentais, continuaram através da combinação da física teórica com experiências.
Durante a Segunda Guerra Mundial, inicia-se o desenvolvimento da engenharia de computação e da engenharia de automação industrial. A expansão radical da informática depois do final da guerra tornou os engenheiros ligados a tecnologia em alguns dos maiores grupos de profissionais da engenharia.

## Métodos
Tradicionalmente, a engenharia lidava apenas com objetos concretos e palpáveis. Modernamente, porém, esse cenário mudou. A engenharia lida agora também com entidades não-palpáveis, tais como custos, obrigações fiscais, aplicações informáticas e sistemas.
Na engenharia, os conhecimentos científicos, técnicos e empíricos são aplicados para exploração dos recursos naturais e para a concepção, construção e operação de utilidades.

### Resolução de problemas

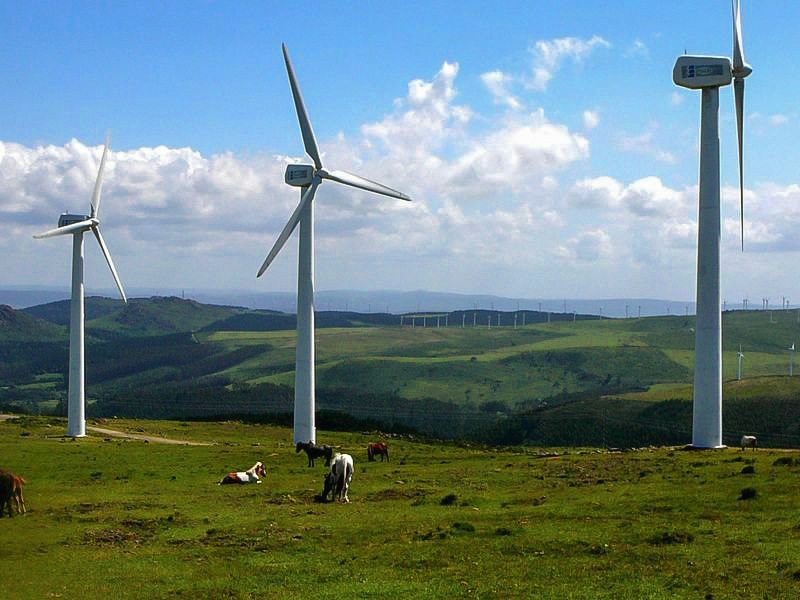
O projeto e a instalação de aerogeradores representam problemas de aplicação de várias ciências e de técnicas da engenharia.

Os engenheiros aplicam as ciências físicas e matemáticas na busca por soluções adequadas para problemas ou no aperfeiçoamento de soluções já existentes. Mais do que nunca, aos engenheiros é agora exigido o conhecimento das ciências relevantes para os seus projetos, o que resulta que eles tenham que realizar uma constante aprendizagem de novas matérias ao longo de todas as suas carreiras.
Se existirem opções múltiplas, os engenheiros pesam as diferentes escolhas de projeto com base nos seus méritos e escolhem a solução que melhor corresponda aos requisitos. A tarefa única e crucial do engenheiro é identificar, compreender e interpretar os constrangimentos de um projeto, de modo a produzir o resultado esperado. Normalmente, não basta construir um produto tecnicamente bem sucedido, sendo também necessário que ele responda a outros requisitos adicionais.
Os constrangimentos podem incluir as limitações em termos físicos, criativos, técnicos ou de recursos disponíveis, a flexibilidade para permitir modificações e adições futuras, além de fatores como os custos, a segurança, a atratividade comercial, a funcionalidade e a suportabilidade. Através da compreensão dos constrangimentos, os engenheiros obtêm as especificações para os limites dentro dos quais um objeto ou sistema viável pode ser produzido e operado.
Tipicamente, os engenheiros irão tentar prever o quão bem os seus projetos se irão comportar em relação às suas especificações, antes de ser iniciada a produção em larga escala. Para isso, irão empregar, entre outros: protótipos, maquetes, simulações, testes destrutivos, testes não destrutivos e testes de esforços. Testar assegura que o produto irá comportar-se de acordo com o esperado.
Como profissionais, os engenheiros levam a sério a sua responsabilidade em produzir projetos que se comportem conforme o esperado e que não causem males não intencionados ao grande público. Tipicamente, os engenheiros incluem uma margem de segurança nos seus projetos para reduzir o risco de falha inesperada. contudo, quanto maior a sua margem de segurança, menos eficiente se poderá tornar o projeto.
A engenharia também se ocupa do estado dos produtos falhados. A sua aplicação é muito importante a seguir a desastres como o colapso de pontes ou a queda de aviões, onde uma análise cuidadosa é necessária para descobrir as causas das falhas ocorridas. Este estudo poderá ajudar o projetista a avaliar o seu projeto com base em condições reais ocorridas no passado com projetos semelhantes.

### O uso do computador

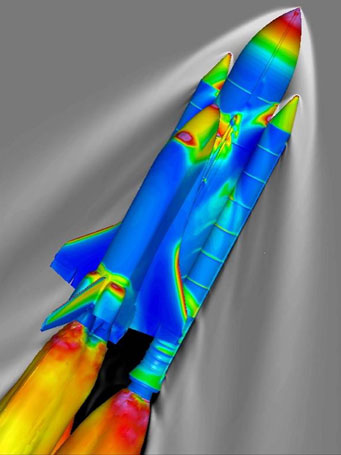
Simulação computacional do lançamento de uma nave espacial.

Tal como nas restantes atividades científicas e tecnológicas, os computadores e os programas informáticos desempenham um papel cada vez mais importante na engenharia. Existem inúmeras aplicações assistidas por computador específicas para a engenharia. Os computadores podem ser usados para gerarem modelos de processos físicos fundamentais, que podem ser resolvidos através de métodos numéricos.
Umas das ferramentas mais utilizadas pelos engenheiros são as aplicações de desenho assistido por computador (CAD), que lhes permitem criar desenhos e esquemas em 2D e modelos em 3D. As aplicações CAD, juntamente com as aplicações de maquete digital (DMU) e de engenharia assistida por computador (CAE), incluindo as de análise de elementos finitos e de elementos analíticos permitem criar modelos de projetos que podem ser analisados sem a necessidade da construção de protótipos dispendiosos em termos de custo e de tempo.
Estas aplicações permitem que os produtos e componentes sejam verificados para detecção de falhas, avaliados em termos de montagem e ajustamento e estudados em termos de ergonomia. Também permitem a análise das caraterísticas dinâmicas dos sistemas como as tensões mecânicas, temperaturas, emissões eletromagnéticas, correntes elétricas, tensão elétrica, vazão e cinemática. O acesso e a distribuição de toda esta informação é geralmente organizado através do uso de aplicações de gestão de dados do produto (PDM).
Existem também uma série de ferramentas para suporte de tarefas específicas de engenharia, como as aplicações de fabricação assistida por computador (CAM) que geram instruções para as máquinas de controle numérico computadorizado (CNC), as de gestão de processos de fabrico (MPM) para a engenharia de produção, as de desenho de eletrónica assistido por computador (ECAD ou EDA) para desenho de esquemas de circuitos elétricos e de circuitos impressos para a engenharia eletrónica, as de manutenção, reparação e operações para a gestão da manutenção e as de arquitetura, engenharia e construção (AEC) para a engenharia civil.
Recentemente, o uso do computador no auxílio ao desenvolvimento de utilidades passou a ser coletivamente conhecido como gestão do ciclo de vida do produto.

## Ramos da engenharia

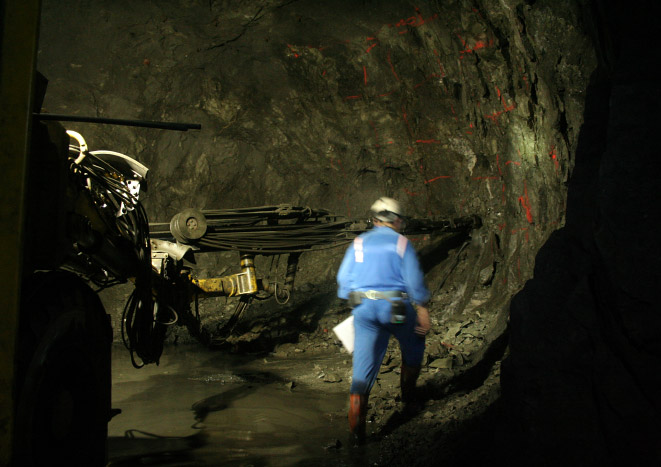
Engenharia de Minas: exploração subterrânea de cobre e zinco, em Neves-Corvo, Portugal.

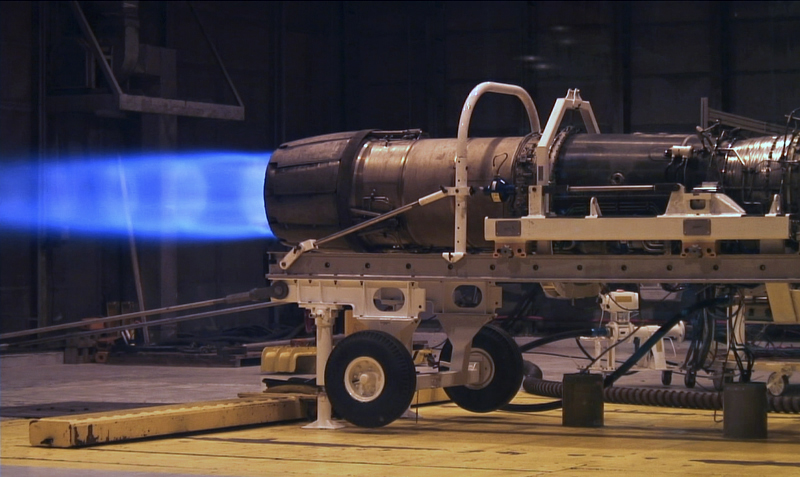
Teste de utilização de biocombustível num motor a jato de aviação, uma aplicação comum das engenharias mecânica, aeronáutica e química.

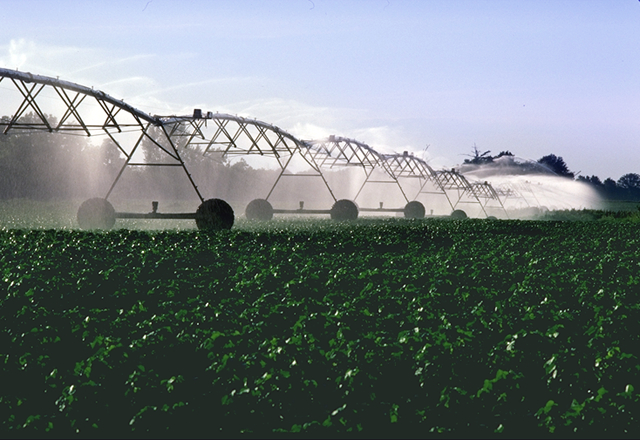
Irrigação de um campo de algodão, uma aplicação da engenharia agrícola.

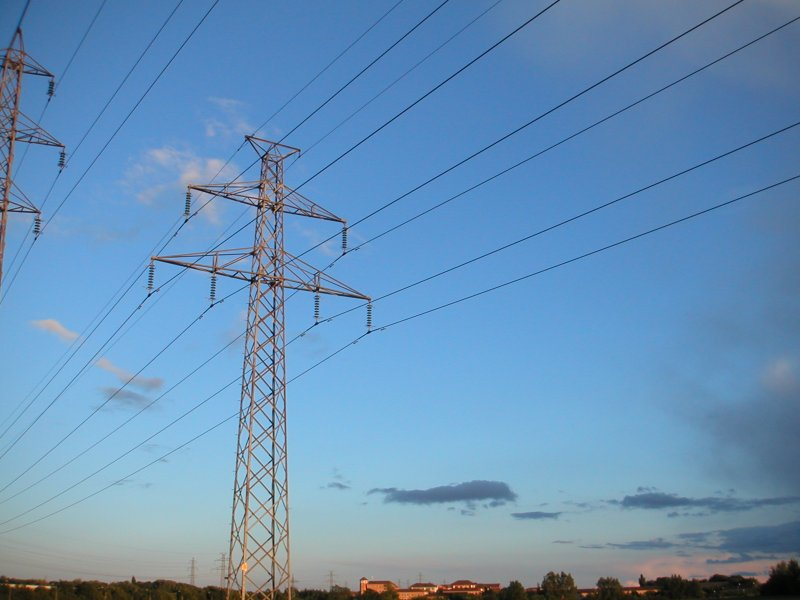
Rede de distribuição de eletricidade, uma aplicação da engenharia elétrica.

A engenharia é uma ciência bastante abrangente que é muitas vezes subdividida em diferentes ramos ou especialidades. Cada uma destas especialidades preocupa-se com um determinado tipo de tecnologia ou com um determinado campo de aplicação. Apesar de inicialmente um engenheiro se formar normalmente numa especialidade específica, ao longo da sua carreira na maioria dos casos, irá tornar-se polivalente, penetrando com o seu trabalho em diferentes áreas da engenharia.
Historicamente, existiam a engenharia militar e a engenharia naval. A partir da engenharia militar começou por desenvolver-se o ramo da engenharia civil. Posteriormente, a engenharia civil (em sentido lato) subdividiu-se em diversas especialidades:
- Engenharia civil (em sentido restrito) - vocacionada para o projeto e construção de obras públicas e particulares, como infraestruturas, estradas, pontes e edifícios;
- Engenharia de minas - vocacionada para o estudo e o desenvolvimento de processos de extração e de processamento de minerais;
- Engenharia de agrimensura (Engenheiro Cartografo, Engenheiro de Topografia, Engenheiro Geografo e Engenheiro de Geodésia) - vocacionada a elaboração de mapas, cartas, no sistema de informações geográficas, sensoriamento remoto, aerofotogrametria, geodésia, topografia, cartografia, planejamento urbano assim como traçados de cidades, estradas e ferrovias;
- Engenharia mecânica - vocacionada para o projeto de sistemas mecânicos, como máquinas e veículos;[12]
- Engenharia elétrica - vocacionada para o projeto e o estudo de sistemas de produção e de aplicação da eletricidade, como geradores, motores elétricos e eletrônica;
- Engenharia química - vocacionada para a execução de processos químicos industriais em larga escala, bem como para desenvolver novos materiais e produtos químicos;
- Engenharia reversa - vocacionada para a análise de objetos físicos e sistemas prontos, de forma a replica-los e/ou aperfeiçoa-los. É aplicada em áreas tão diversas como a informática[13] ou a engenharia automotiva;[14]
- Engenharia metalúrgica - vocacionada para a o estudo e produção de ligas metálicas, bem como beneficiamentos de metais e suas transformações.

Paralelamente, algumas das ciências agrárias aproximaram-se da engenharia e acabaram por nela se integrar, originando especialidades como:
- Engenharia agronômica - vocacionada para a concepção e exploração de processos agropecuários;
- Engenharia de pesca - vocacionada para a exploração de toda a cadeia do pescado em larga escala (incluindo a aquicultura) e criação de novos métodos, ela faz parte das ciências agrárias, sendo de enorme importância para revolução da prática pesqueira e aquícola, que juntamente com a agricultura são uma das práticas mais antigas do mundo;
- Engenharia florestal - vocacionada para a exploração das florestas e para a produção de produtos florestais;
- Engenharia zootécnica - vocacionada para o desenvolvimento da pecuária.[3][6]

Com o surgimento das engenharias relacionadas com a agricultura, surge a dicotomia entre estas e a engenharia industrial que agrupa as especialidades industriais referentes a engenharia civil, mecânica, elétrica, química e de minas. A engenharia industrial irá contudo deixar de ser um agrupamento de especialidades e tornar-se ela própria numa especialidade da engenharia, vocacionada para o aperfeiçoamento de processos e da gestão industrial através da integração dos fatores tecnológicos, humanos e económicos.
Posteriormente, com o rápido avanço da tecnologia, desenvolveram-se e ganharam proeminência diversos novos campos da engenharia, como os de materiais, aeronáutica, automação, telecomunicações, computação, nuclear, molecular, ambiente, geológica, alimentar e biomédica. Alguns dos novos campos da engenharia resultam da subdivisão de especialidades iniciais ou, pelo contrário, da combinação de diferentes especialidades.
O prestígio da engenharia fez com que áreas fora dela também a ela se quisessem associar. Surgiram assim campos exteriores ao que convencionalmente é considerado engenharia, mas também referidos como tal, sendo alguns exemplos a "engenharia jurídica", a "engenharia financeira", a "engenharia comercial" e a "engenharia social".
Quando uma nova área da engenharia emerge, normalmente é inicialmente definida como uma sub-especialidade ou como uma derivação de especialidades já existentes. Frequentemente, existe um período de transição entre o aparecimento do novo campo e o crescimento do mesmo até ter uma dimensão ou proeminência suficientes para poder ser classificado como nova especialidade da engenharia. Um indicador chave para essa emergência é o número de cursos criados nessa especialidade nas principais instituições de ensino superior.
Existe uma considerável sobreposição de matérias comuns a todas as especialidades da engenharia. Todas elas, fazem grande aplicação da matemática, da física e da química.

## Relação com outras ciências e artes

### Ciências

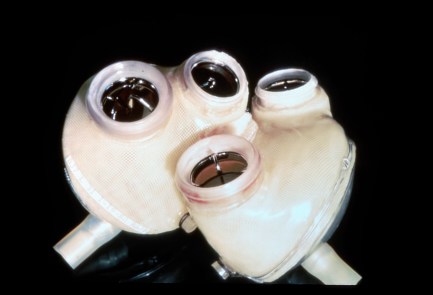
Coração artificial, resultante da cooperação entre a medicina e a engenharia.

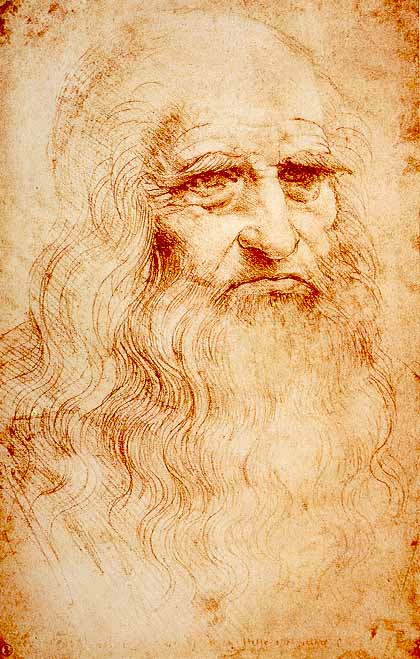
Leonardo da Vinci, o exemplo perfeito da associação entre o engenheiro, o artista e o cientista.

Existe uma sobreposição entre a prática da ciência e a da engenharia. Na engenharia aplica-se a ciência. Ambas as atividades baseiam-se na observação atenta dos materiais e dos fenómenos. Ambas usam a matemática e critérios de classificação para analisarem e comunicarem as observações.
Espera-se que os cientistas interpretem as suas observações e façam recomendações versadas para ações práticas baseadas nessas interpretações. Os cientistas podem também desempenhar tarefas totalmente de engenharia como a do desenho de aparelhos experimentais ou a da construção de protótipos. Reciprocamente, no processo de desenvolvimento de tecnologia, os engenheiros ocasionalmente apanham-se a explorar novos fenómenos, transformando-se assim, momentaneamente, em cientistas.
No entanto, a pesquisa em engenharia tem um carácter diferente da pesquisa científica. Em primeiro lugar, frequentemente lida com áreas em que a física e a química básicas são bem conhecidas, mas os problemas em si são demasiado complexos para serem resolvidos de uma forma exata. Exemplos, são o uso de aproximações numéricas nas equações de Navier-Stokes para a descrição do fluxo aerodinâmico sobre uma aeronave ou o uso da regra de Miner para cálculo dos danos provocados pela fadiga do material. Em segundo lugar, a pesquisa em engenharia emprega muitos métodos semiempíricos que são estranhos à pesquisa científica pura, sendo um exemplo o do método da variação de parâmetros.
Essencialmente, pode dizer-se que os cientistas tentam entender a natureza enquanto que os engenheiros tentam fazer coisas que não existem na natureza.

### Medicina e biologia
O estudo do corpo humano, em algumas das suas formas e propósitos, constitui uma importante ligação entre a medicina e alguns campos da engenharia. A medicina tem como objetivo sustentar, aumentar e até substituir funções do corpo humano, se necessário, através do uso da tecnologia.
A moderna medicina pode substituir várias funções do corpo através do uso de próteses e órgãos artificiais e pode alterar significativamente várias dessas funções através de dispositivos como implantes cerebrais e marca-passos. A biónica é um campo específico que se dedica ao estudo dos implantes sintéticos em sistemas naturais.
Reciprocamente, alguns campos da engenharia olham para o corpo humano como uma máquina biológica que merece ser estudada e dedicam-se a melhorar muitas das suas funções através da substituição da biologia pela tecnologia. Isto levou a campos como a inteligência artificial, as redes neurais, a lógica difusa e a robótica. Existem também interações substanciais entre a engenharia e a medicina.
Ambos os campos fornecem soluções para problemas do mundo real. Isto, frequentemente, requer avançar mesmo antes de um fenómeno ser completamente compreendido em termos científicos o que faz com que a experimentação e o conhecimento empírico sejam uma parte integral tanto da medicina como da engenharia.
A medicina ocupa-se do estudo do funcionamento do corpo humano o qual, como uma máquina biológica, tem muitas funções que podem ser modeladas através do uso de métodos da engenharia. O coração, por exemplo, funciona como uma bomba hidráulica, o esqueleto funciona como uma estrutura e o cérebro produz sinais elétricos. Estas semelhanças, bem como a crescente importância da aplicação dos princípios da engenharia à medicina levou ao desenvolvimento da engenharia biomédica, que usa conceitos de ambas.
Novos ramos emergentes da ciência, como a biologia de sistemas, vêm adaptando ferramentas analíticas tradicionalmente usadas na engenharia, como a modelação de sistemas e a análise computacional, para a descrição de sistemas biológicos.

### Artes
A moderna engenharia deriva em parte do que, antigamente, eram consideradas as artes mecânicas. Ainda se mantêm muitas ligações entre as modernas artes e a engenharia, que são diretas em alguns campos como os da arquitetura, da arquitetura paisagista e do design industrial, ao ponto destas disciplinas serem parte integrantes dos currículos de alguns cursos superiores de engenharia.
De entre as figuras históricas famosas, Leonardo da Vinci é um bem conhecido artista e engenheiro do Renascimento, constituindo um exemplo da ligação entre as artes e a engenharia.

### Outros campos
A ciência política, pegou no termo "engenharia" e empregou-o no âmbito do estudo de vários assuntos como a engenharia social e a engenharia política, que lidam com a formação das estrutura política e social usando uma metodologia da engenharia associada aos princípios da ciência política.

## Ensino da engenharia

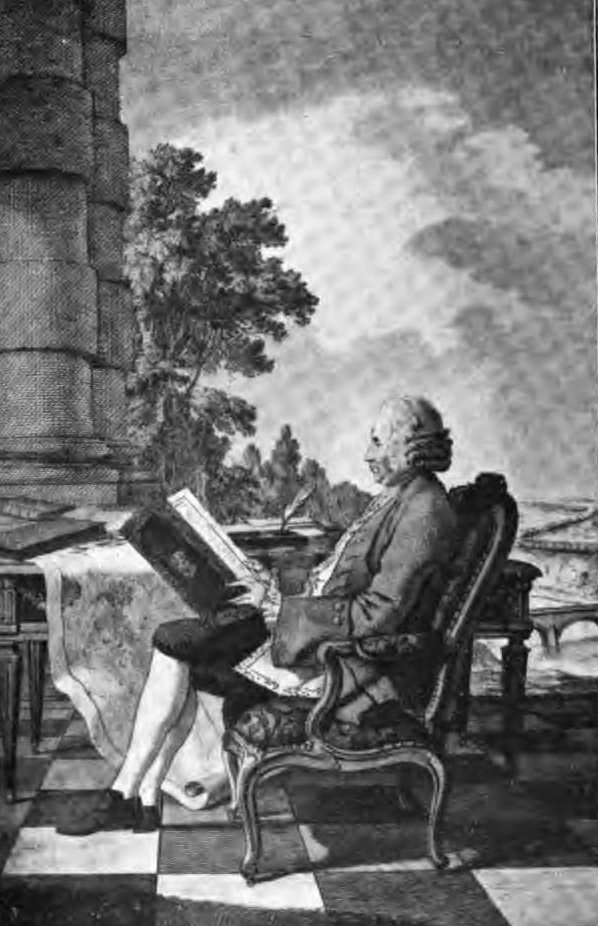
Daniel-Charles Trudaine, engenheiro e fundador da École Royale des Ponts et Chaussées.

Até ao século XX, na maioria dos países, o ensino da engenharia era realizado em escolas superiores especializadas não universitárias, uma vez que tradicionalmente o ensino das universidades se concentrava em áreas como as humanidades, a medicina e o direito. Hoje em dia, no entanto, além de continuar a ser realizado em escolas especiais, o ensino da engenharia é já realizado na maioria das grandes universidades.
Na maioria dos países, os cursos que dão acesso à profissão de engenheiro têm uma duração mínima de quatro ou cinco anos. Nos países cujos sistemas de ensinos seguem os moldes do Processo de Bolonha, a formação de um engenheiro implica a realização do 2º ciclo do ensino superior, incluindo normalmente um total de cinco anos de estudos e a realização de uma dissertação, tese ou estágio final. Em alguns destes países, a conclusão do 1º ciclo de um curso superior de engenharia poderá dar acesso à profissão de engenheiro técnico ou de técnico de engenharia.
É difícil determinar quais eram as mais antigas escolas de engenharia, uma vez que o ensino de matérias que hoje fazem parte da engenharia vem já desde a antiguidade. No entanto, segundo os padrões modernos podem apontar-se as seguintes escolas precursoras deste ensino:
1. École Royale des Ponts et Chaussées - fundada em 1747 em Paris, França;
2. Bergakademie Freiberg - fundada em 1765 em Freiberg, Saxónia (hoje Alemanha);
3. Academia de Minería y Geografía Subterránea de Almadén - fundada em 1777, em Almadén, Espanha;
4. Stavovská inženýrská škola - fundada em 1787, em Praga, Boémia (hoje República Checa);
5. Academia Real de Fortificação, Artilharia e Desenho - fundada em 1790 em Lisboa, Portugal;
6. Real Seminario de Minería - fundado em 1792, no México;
7. Real Academia de Artilharia, Fortificação e Desenho - fundada em 1792, no Rio de Janeiro, Brasil;
8. École Polytechnique - fundada em 1794 em Paris, França;
9. Kaiserlich-Königlich Polytechnisches Institut - fundado em 1815, em Viena, Áustria;
10. Polytechnische Schule Karlsruhe - fundada em 1825 em Karlsruhe, Baden (hoje Alemanha).

Em 2017, a consultoria britânica Quacquarelli Symonds (QS) publicou recentemente a atualização de 2017 do seu ranking de cursos de Engenharia Civil com o MIT ficando em primeiro lugar.

### Brasil

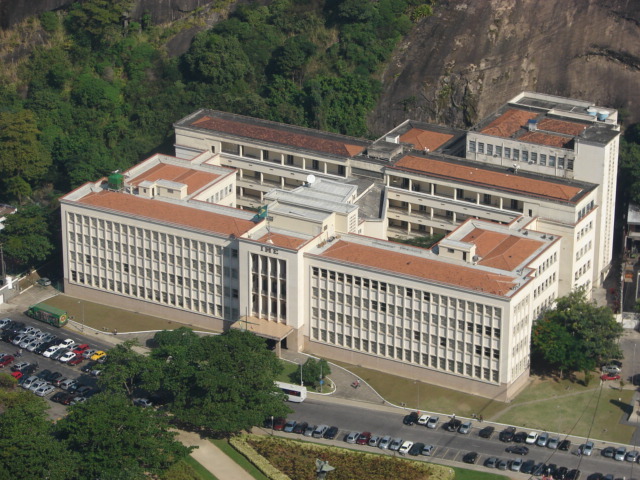
Instituto Militar de Engenharia, Rio de Janeiro.

O ensino da engenharia no Brasil tem origem em 1699, altura em que o Rei D. Pedro II de Portugal ordena a criação aulas de fortificação em vários pontos do Ultramar Português. O objetivo era formar técnicos de engenharia militar nos territórios ultramarinos, de modo a que estes estivessem menos dependentes de engenheiros vindos do Reino. Em território brasileiro, seriam criadas destas aulas no Rio de Janeiro, em Salvador e no Recife.
No entanto, a mais antiga escola a ministrar cursos de engenharia segundo os moldes modernos foi a Real Academia de Artilharia, Fortificação e Desenho, fundada em 1792 no Rio de Janeiro pela rainha D. Maria I de Portugal, segundo o modelo da academia com o nome semelhante existente em Lisboa. A atual Escola Politécnica do Rio de Janeiro e o Instituto Militar de Engenharia consideram-se sucessores daquela academia, razão pela qual este último reivindica ser a mais antiga escola de engenharia das Américas.
Seculo XIX
No século XIX, o cenário educacional brasileiro testemunhou um impulso significativo na formação em engenharia. Em 1810, foi fundada a Escola Real de Ciências, Artes e Ofícios, precursora da atual Universidade Federal do Rio de Janeiro (UFRJ). Ao longo dos anos, surgiram instituições emblemáticas, como a Escola Politécnica de São Paulo (1893) e a Escola Politécnica da Universidade Federal da Bahia (1896), marcando avanços no ensino técnico.
Século XX
O século XX viu a expansão do ensino de engenharia, com a criação de diversas escolas em todo o país. Destacam-se a Escola Politécnica da Universidade de São Paulo, (que foi fundada como Escola Politécnica de São Paulo em 1893, sendo incorporada à Universidade de São Paulo quando esta foi criada em 1934) e a Universidade Estadual de Campinas (1966), consolidando o papel das instituições paulistas na formação de engenheiros. Nas décadas seguintes, novas escolas foram estabelecidas, como a Escola de Engenharia da Universidade Federal de Minas Gerais (1948) e a Universidade de Brasília (1962).
Os profissionais de engenharia e de áreas correlatas são regulamentados pelo Conselho Federal de Engenharia e Agronomia e fiscalizados pelos conselhos regionais.
Há um crescente déficit de engenheiros no Brasil devido, em grande parte, ao alto índice de evasão dos estudantes da graduação na área. A Federação Nacional dos Engenheiros estima que seriam necessários ao menos 60 mil novos engenheiros formados por ano em um “cenário de expansão econômica”. Todavia, em 2011, esse número foi de apenas 42,8 mil segundo Instituto Nacional de Estudos e Pesquisas Educacionais Anísio Teixeira – Inep.
Em 2017, a consultoria britânica Quacquarelli Symonds (QS) publicou recentemente a atualização de 2017 do seu ranking de cursos de Engenharia Civil com a USP ficando em primeiro lugar no Brasil. 
Em 2019 foram publicadas as novas Diretrizes Curriculares Nacionais para os cursos de engenharia no Brasil.

### Portugal

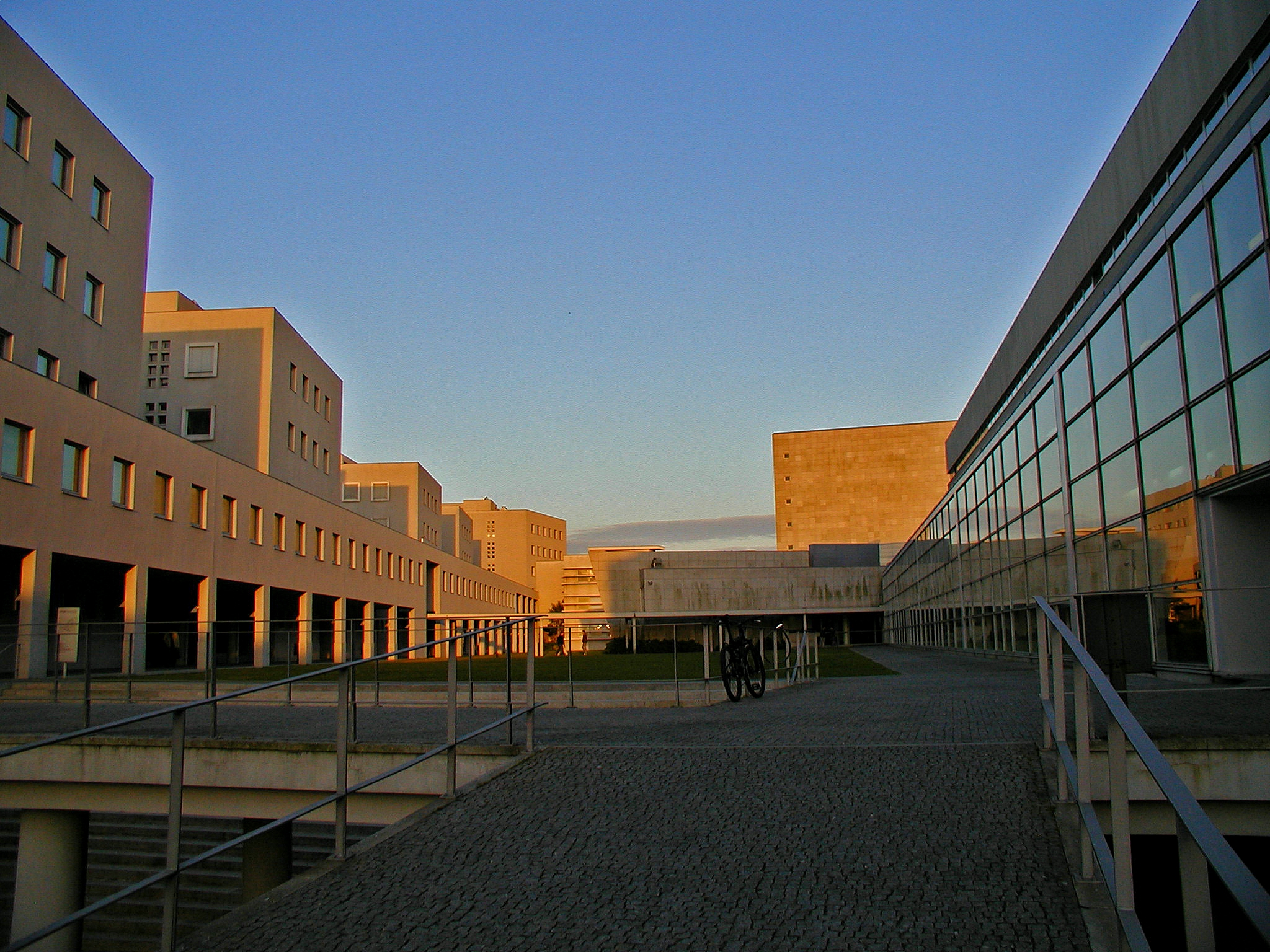
Faculdade de Engenharia da Universidade do Porto.

Em Portugal, o ensino do que é hoje a engenharia remonta à formação em artes mecânicas e em ciências físicas e matemáticas, realizadas desde a Idade Média. Destaca-se o ensino da construção naval, já com metodologias técnicas e científicas avançadas, que leva ao desenvolvimento de novos tipos de navios, permitindo as grandes explorações marítimas portuguesas.
O ensino da moderna engenharia começou a desenvolver-se na primeira metade do século XVII, com a necessidade de engenheiros militares em virtude da Guerra da Restauração. Para a formação dos mesmos, em 1647, o Rei D. João IV funda a Aula de Fortificação e Arquitetura Militar em Lisboa. Em 1699, o Rei D. Pedro II ordena a criação de aulas de fortificação em vários locais do Ultramar, como Angola e Brasil. Em 1707, a Aula de Fortificação e Arquitetura Militar é transformada na Academia Militar da Corte, sendo também criadas academias militares provinciais, a primeira das quais em Viana do Minho e, posteriormente, também em Elvas e Almeida. Em 1779, aquelas academias são extintas, ao mesmo tempo que é criada a Academia Real de Marinha, cujos estatutos preveem a existência de uma escola de engenharia e fortificação, a qual seria frequentada pelos candidatos a engenheiros militares, depois da frequência do Curso Matemático dos Oficiais Engenheiros realizado na Academia de Marinha.
A referida escola de engenharia e fortificação só virá a ser criada pela Rainha D. Maria I, a 2 de janeiro de 1790, na forma da Academia Real de Fortificação, Artilharia e Desenho (ARFAD). Esta é considerada a primeira escola moderna de engenharia portuguesa e uma das primeiras do mundo. Na ARFAD era realizado um curso militar, que para os candidatos a oficiais engenheiros tinha a duração de quatro anos, incluindo as cadeiras de fortificação regular, de fortificação irregular, de arquitetura civil e de hidráulica, além de uma aula de desenho. A admissão no curso de oficiais engenheiros implicava a habilitação com os dois primeiros anos do curso matemático da Academia Real da Marinha ou, em alternativa, a habilitação com um curso preparatório na Faculdade de Matemática da Universidade de Coimbra.
Durante o século XIX, o ensino superior de engenharia irá desenvolver-se com a criação de diversas escolas militares e civis. Em 1837, são criadas a Escola Politécnica de Lisboa e a Escola do Exército - por remodelação, respetivamente da Academia Real da Marinha e da ARFAD - mantendo-se o sistema da primeira ministrar os preparatórios científicos dos cursos de engenharia a serem realizados na segunda. Além do curso de engenharia militar, a Escola do Exército passa também a ministrar o curso de engenharia civil. Em 1837, é também criada a Academia Politécnica do Porto, com os cursos completos de engenheiros civis nas especialidades de minas, de pontes e estradas e de construtores navais, além dos preparatórios para acesso à Escola do Exército. Em 1896, o Instituto Industrial e Comercial de Lisboa passa a ministrar um curso superior industrial, diplomando engenheiros industriais.
No século XX, o ensino da engenharia passa pela primeira vez a ser realizado na universidade, quando a Academia Politécnica do Porto é integrada na nova Universidade do Porto, criada em 1911, com os seus cursos de engenharia a estarem na génese da atual Faculdade de Engenharia daquela Universidade. Ao mesmo tempo, o Instituto Industrial e Comercial de Lisboa é desdobrado, com o seu ensino de engenharia a dar origem ao Instituto Superior Técnico. Entretanto, na sequência da reforma do ensino superior agrícola, o antigo curso de agronomia dá origem aos cursos de engenheiro agrónomo e de engenheiro silvicultor do Instituto Superior de Agronomia.
Também se desenvolve o ensino médio técnico industrial, cujos diplomados passam a ser considerados engenheiros auxiliares em 1918 e agentes técnicos de engenharia em 1926. Os institutos industriais são transformados em estabelecimentos de ensino superior em 1974, passando a ministrar cursos de bacharelato, cujos diplomados passam a ser engenheiros técnicos.
Atualmente, o ensino da engenharia é realizado em universidades e institutos politécnicos, tanto públicos como privados. São oferecidas várias centenas de cursos de engenharia de 1º e de 2º ciclo. No entanto, apenas uma pequena percentagem destes está acreditada, pela Ordem dos Engenheiros ou pela Ordem dos Engenheiros Técnicos, dando aos seus diplomados um acesso automático às profissões, respetivamente, de engenheiro e de engenheiro técnico.